# الفروخية (محافظة الليث)
الفروخية قرية سعودية، تتبع مركز جذم في محافظة الليث بمنطقة مكة المكرمة، تقع في شمال شرق مدينة الليث بمسافة نحو (70) كم.